# Solilóquios
Os Solilóquios de Agostinho é um documento de dois livros escrito em 386–387 DC  pelo teólogo cristão Agostinho de Hipona. 
O livro tem a forma de um “diálogo interno” em que são colocadas questões, ocorrem discussões e são fornecidas respostas, conduzindo ao autoconhecimento.  O primeiro livro começa com um diálogo interior que busca conhecer uma alma. No segundo livro fica claro que a alma que Agostinho deseja conhecer é a sua. 
Uma tradução da primeira metade dos Solilóquios para o inglês antigo é atribuída a Alfredo, o Grande, onde é conhecido como Blostman ('bloom') ou Antologia.